# 広島県道174号瀬野呉線
広島県道174号瀬野呉線（ひろしまけんどう174ごう せのくれせん）は、広島県広島市安芸区から呉市に至る一般県道である。

## 概要
広島市安芸区上瀬野2丁目から呉市本通6丁目に至る。
起点の一貫田交差点は、かつては国道2号の渋滞の名所であり、渋滞情報で目安となることが多かった。呉市東惣付町 - 西畑町間は幅員が狭く急カーブが多い。2002年（平成14年）3月に国道185号休山新道が暫定2車線で供用開始されたことに伴い、従来の国道185号呉越峠経由の旧道は、休山トンネル西口交差点 - 西畑交差点間が本路線に編入された。

### 路線データ
- 起点：広島県広島市安芸区上瀬野2丁目（一貫田交差点、国道2号交点）
- 終点：広島県呉市本通6丁目（休山トンネル西口交差点、国道185号交点）
- 総延長：約27.3 km

## 路線状況

### 重複区間
- 広島県道335号津江八本松線（広島市安芸区阿戸町・長戸呂橋（東）交差点 - 安芸郡熊野町新宮6丁目）
- 広島県道34号矢野安浦線（安芸郡熊野町萩原3丁目・阿戸分かれ交差点 - 安芸郡熊野町中溝1丁目・熊野町役場前交差点）

### 道路施設

#### 橋梁
- 代橋（瀬野川、広島市安芸区）
- 新前香橋（熊野川、広島市安芸区）
- 山崎橋（熊野川、広島市安芸区）
- 村界橋（海上川、広島市安芸区 - 安芸郡熊野町）
- 海上橋（熊野川、安芸郡熊野町）
- 新宮橋（雲母川、安芸郡熊野町）
- 御前橋（三谷川、安芸郡熊野町）
- 稲荷橋（安芸郡熊野町）
- 砂橋（呉地川、安芸郡熊野町）
- 苗代橋（二河川、呉市）

## 地理

### 通過する自治体
- 広島県
  - 広島市（安芸区） - 安芸郡熊野町 - 呉市

### 交差する道路
| 交差する道路                           | 市町村名 | 市町村名 | 交差する場所 | 交差する場所                |
| -------------------------------------- | -------- | -------- | ------------ | --------------------------- |
| 国道2号                                | 広島市   | 安芸区   | 上瀬野2丁目  | 一貫田交差点 / 起点         |
| 国道2号 / 安芸バイパス                 | 広島市   | 安芸区   | 上瀬野町     | [ 注釈 1 ]                  |
| 広島県道335号津江八本松線 重複区間起点 | 広島市   | 安芸区   | 阿戸町       | 長戸呂橋（東）交差点        |
| 広島県道335号津江八本松線 重複区間終点 | 安芸郡   | 熊野町   | 新宮6丁目    |                             |
| 広島県道34号矢野安浦線 重複区間起点    | 安芸郡   | 熊野町   | 萩原3丁目    | 阿戸分かれ交差点            |
| 広島県道34号矢野安浦線 重複区間終点    | 安芸郡   | 熊野町   | 中溝1丁目    | 熊野町役場前交差点          |
| 広島県道174号瀬野呉線 / バイパス       | 安芸郡   | 熊野町   | 呉地2丁目    |                             |
| 広島県道66号呉環状線                   | 呉市     | 呉市     | 苗代町       | 苗代交差点                  |
| 国道185号                              | 呉市     | 呉市     | 本通6丁目    | 山トンネル西口交差点 / 終点 |

### 交差する鉄道
- 山陽新幹線

### 沿線
- 広島市立阿戸小学校
- 広島市立阿戸中学校
- 瀬野川公園
- 熊野町立熊野第二小学校
- 熊野町役場
- 呉警察署 本通6丁目交番